# Große Synagoge (Klewan)

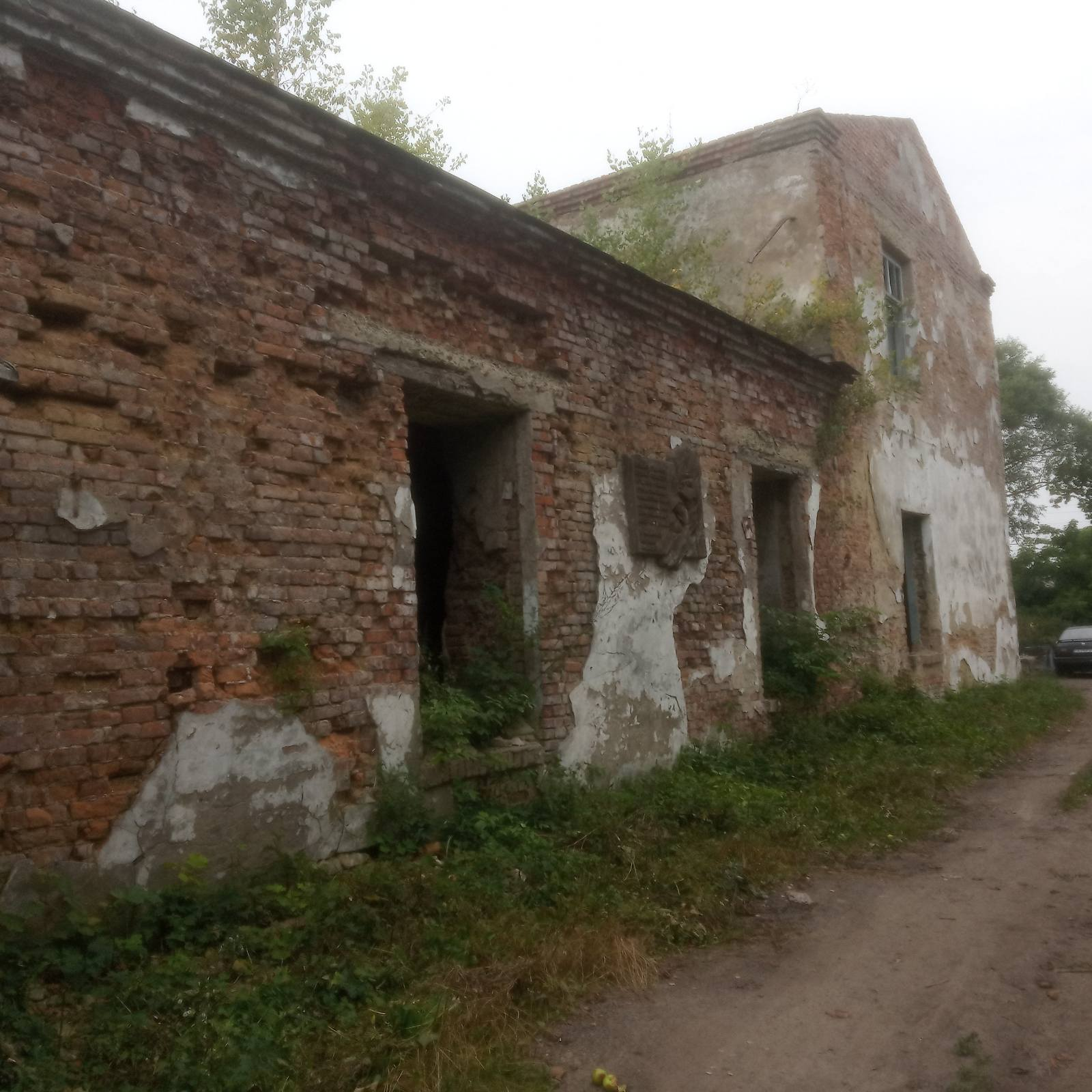
Gebäude der ehemaligen Synagoge (2020)

Die Große Synagoge in Klewan, einer Stadt in der ukrainischen Oblast Riwne, wurde in der zweiten Hälfte des 19. Jahrhunderts erbaut. Sie wurde im Zweiten Weltkrieg stark beschädigt, danach umgebaut und ist jetzt (2020) dem Verfall nahe.

## Geschichte
Es gibt keine Unterlagen zum Baujahr der Synagoge. Verschiedene Quellen weisen auf die Mitte des 19. Jahrhunderts hin. 1888 wird eine steinerne Synagoge erwähnt, die „aus besseren Zeiten“ stammte. Im Laufe der Jahre wurden im Westen und Süden größere Anbauten errichtet.
Am 4. Juli 1941, einen Tag nach der Eroberung der Stadt durch deutsche Truppen, wurden 645 jüdische Bewohner in dem Gebäude eingesperrt und von dort außerhalb der Stadt gebracht, wo sie erschossen wurden. Einige Quellen sowie eine Gedenktafel an dem Gebäude sprechen auch davon, dass in der Synagoge zwischen 50 und 200 Personen lebendig verbrannt wurden. Zu dieser Zeit wurde die Synagoge schwer beschädigt und die Anbauten wurden abgerissen.
Nach dem Krieg wurde das Gebäude zu einer Näherei umgebaut. Dazu wurde innen eine zweite Etage eingezogen und das Aussehen so verändert, dass von der ehemaligen Synagoge kaum noch etwas zu erkennen ist. Seit den 2000er Jahren steht sie leer und ist dem Verfall preisgegeben.

## Architektur
Das Gebäude, ein teilweise verputzter Ziegelbau, hatte ursprünglich einen nahezu quadratischen Grundriss. An jeder der vier Seiten befanden sich je drei hoch angebrachte, große Rundbogenfenster. Es war von einem Walmdach bedeckt.
Später wurden im Westen und Süden Anbauten vorgenommen. Der Anbau im Westen war zunächst einstöckig; ein weiteres Stockwerk kam später hinzu. Es wurde wegen seiner Brüstung als im „polnischen Barockstil“ beschrieben. Der eingeschossige Anbau im Süden war einfacher; er beherbergte sehr wahrscheinlich die Frauenräume und hatte ein Pultdach. Die Südseite (einschließlich des Anbaus) war unverputzt.
Im Inneren stand die Bima zwischen vier Pfeilern, die bis zur Decke ragten und diese in neun Felder unterteilten. Die Pfeiler sind noch heute vorhanden.
Die achteckige Bima stand auf einem Podium und war von einem gusseisernen Geländer umgeben.
Bei dem Toraschrein handelte es sich um eine recht einfache Konstruktion. Da die meisten Toraschreine in den Synagogen der Gegend kunstvolle Gebilde waren, wird vermutet, dass der ursprüngliche Toraschrein während des Ersten Weltkriegs oder im Laufe des Russischen Bürgerkriegs zerstört wurde.

## Bilder der Synagoge im Laufe der Zeit

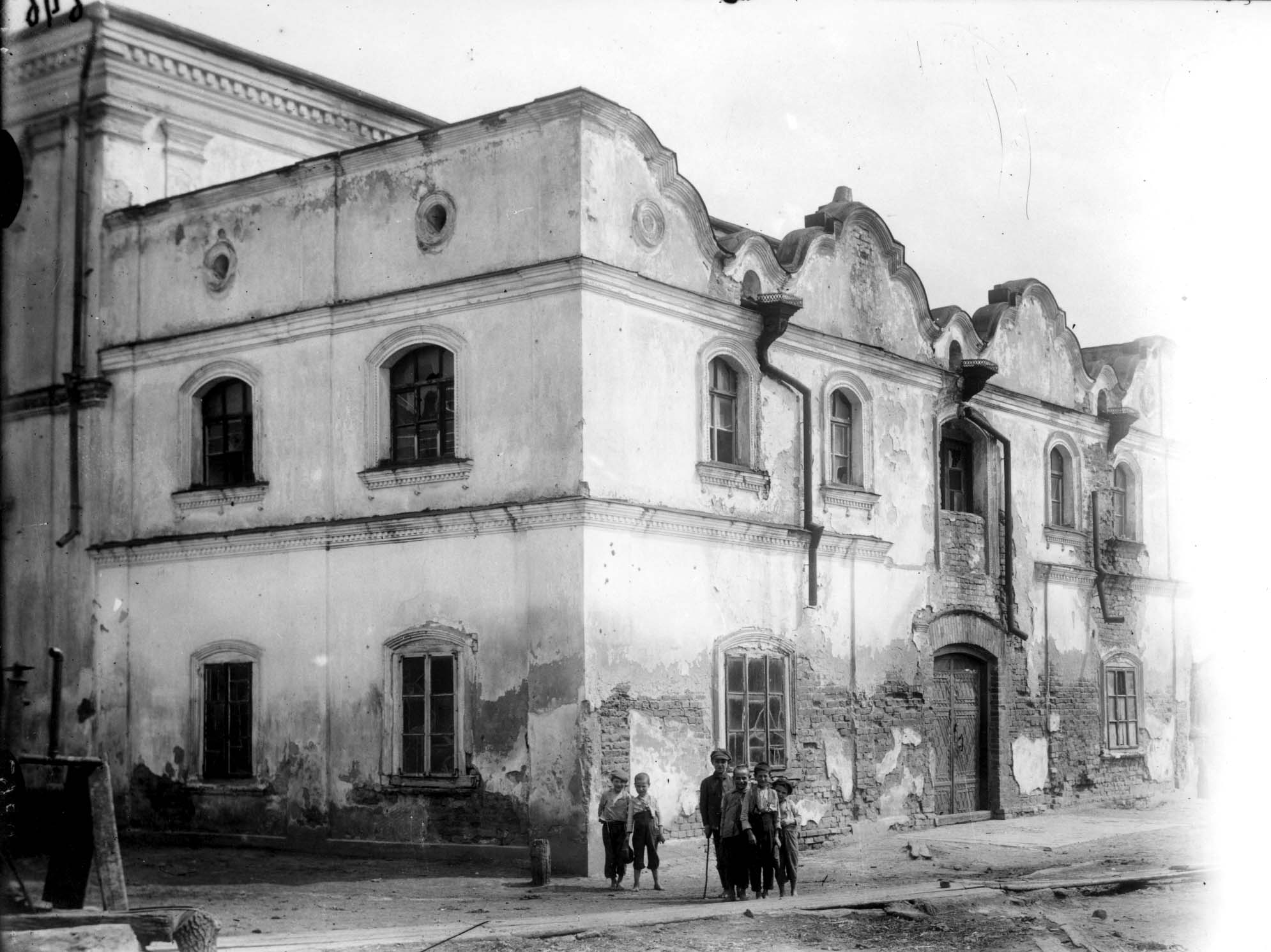
1920er Jahre; Blick von Nordwesten
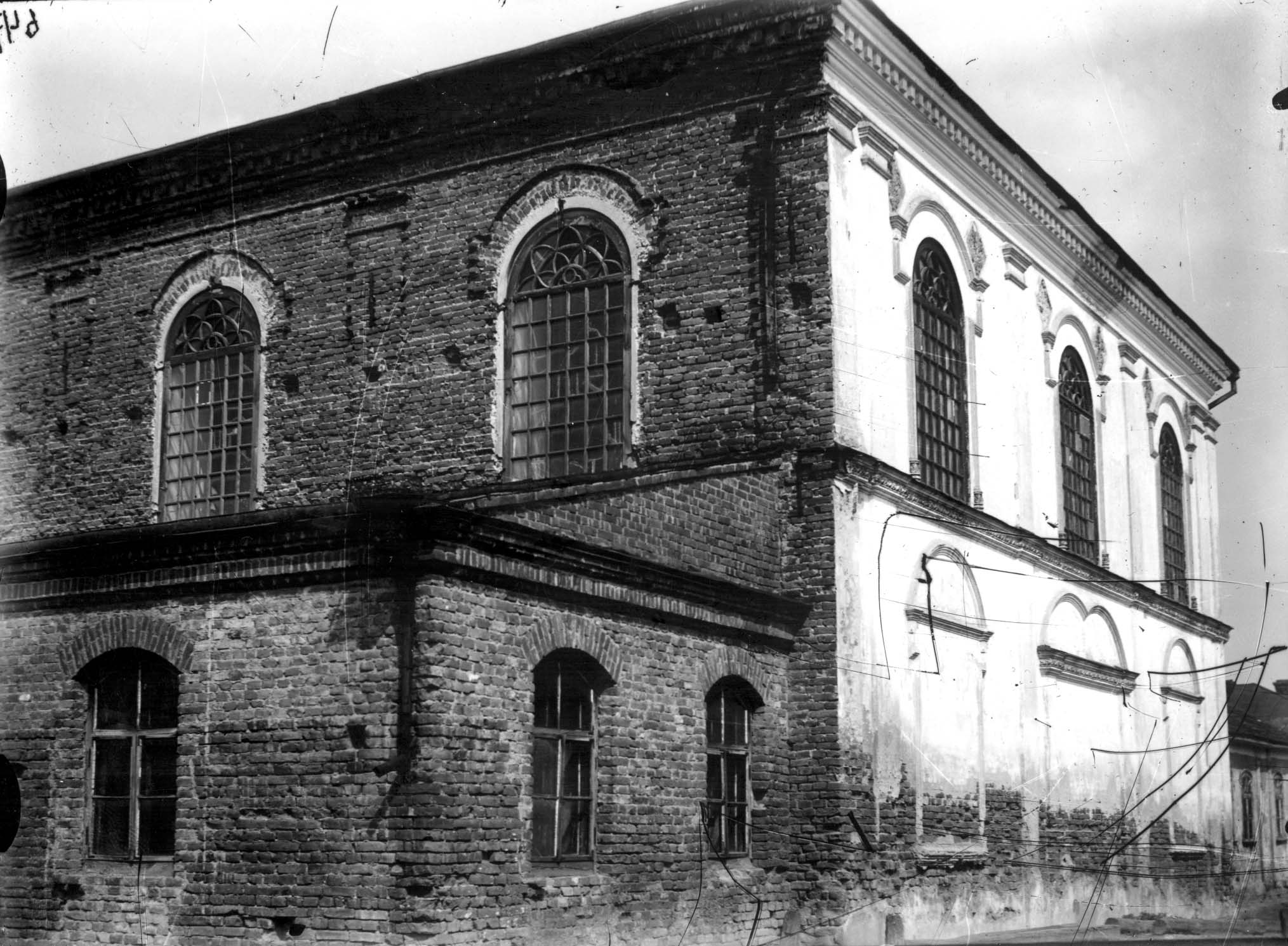
1920er Jahre; Blick vom Südosten
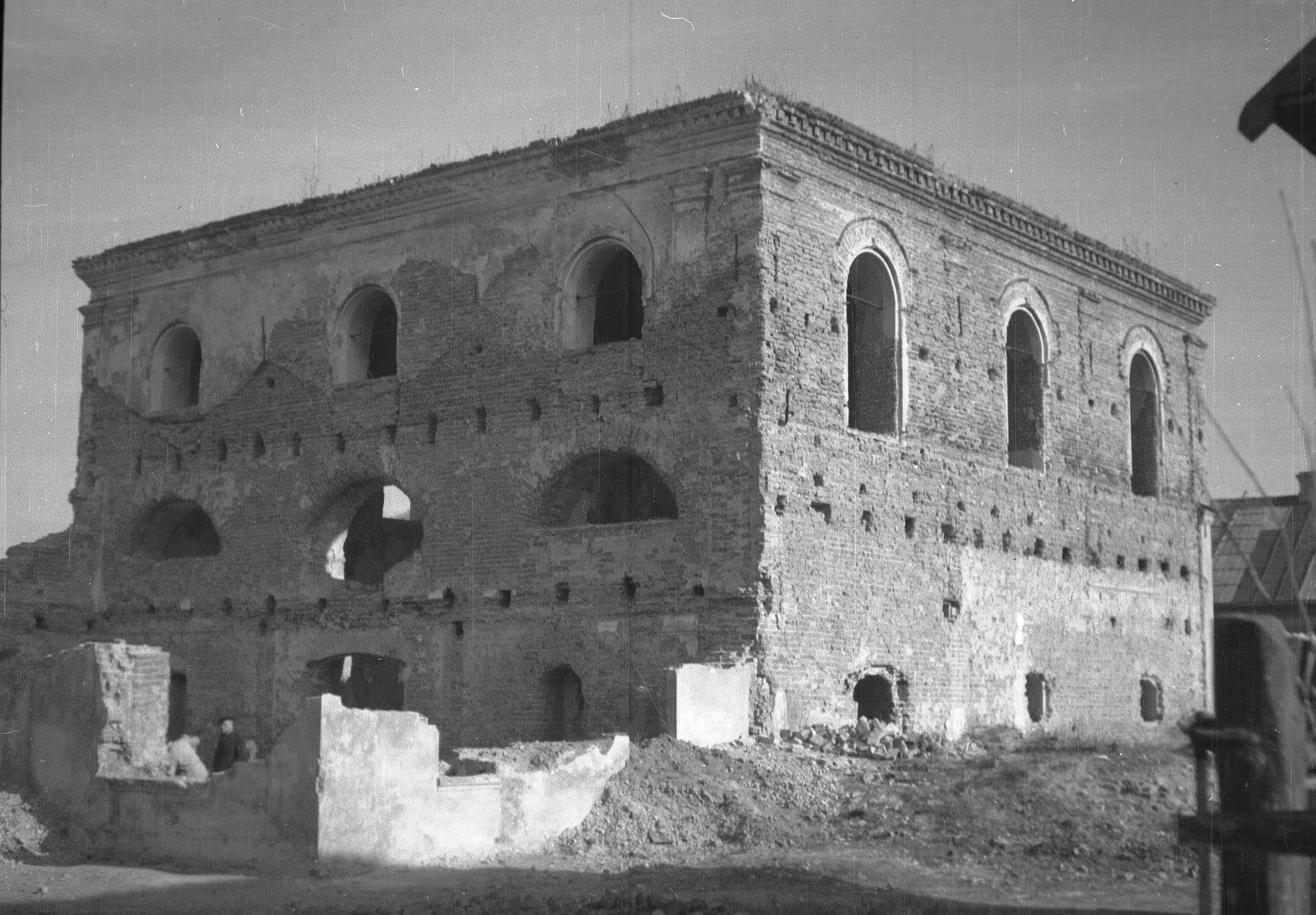
Gebäude im Jahr 1948
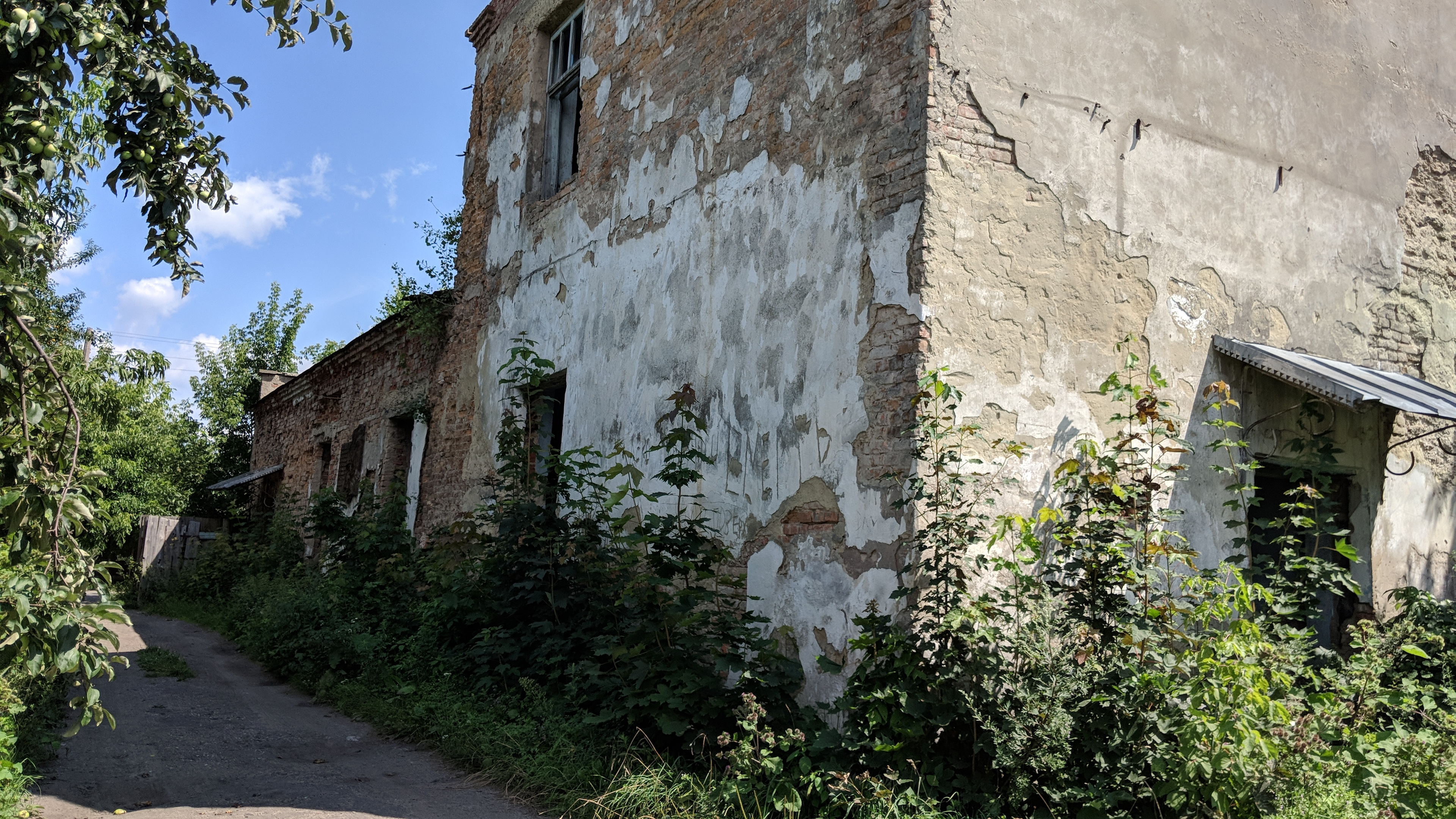
Gebäude im Jahr 2018
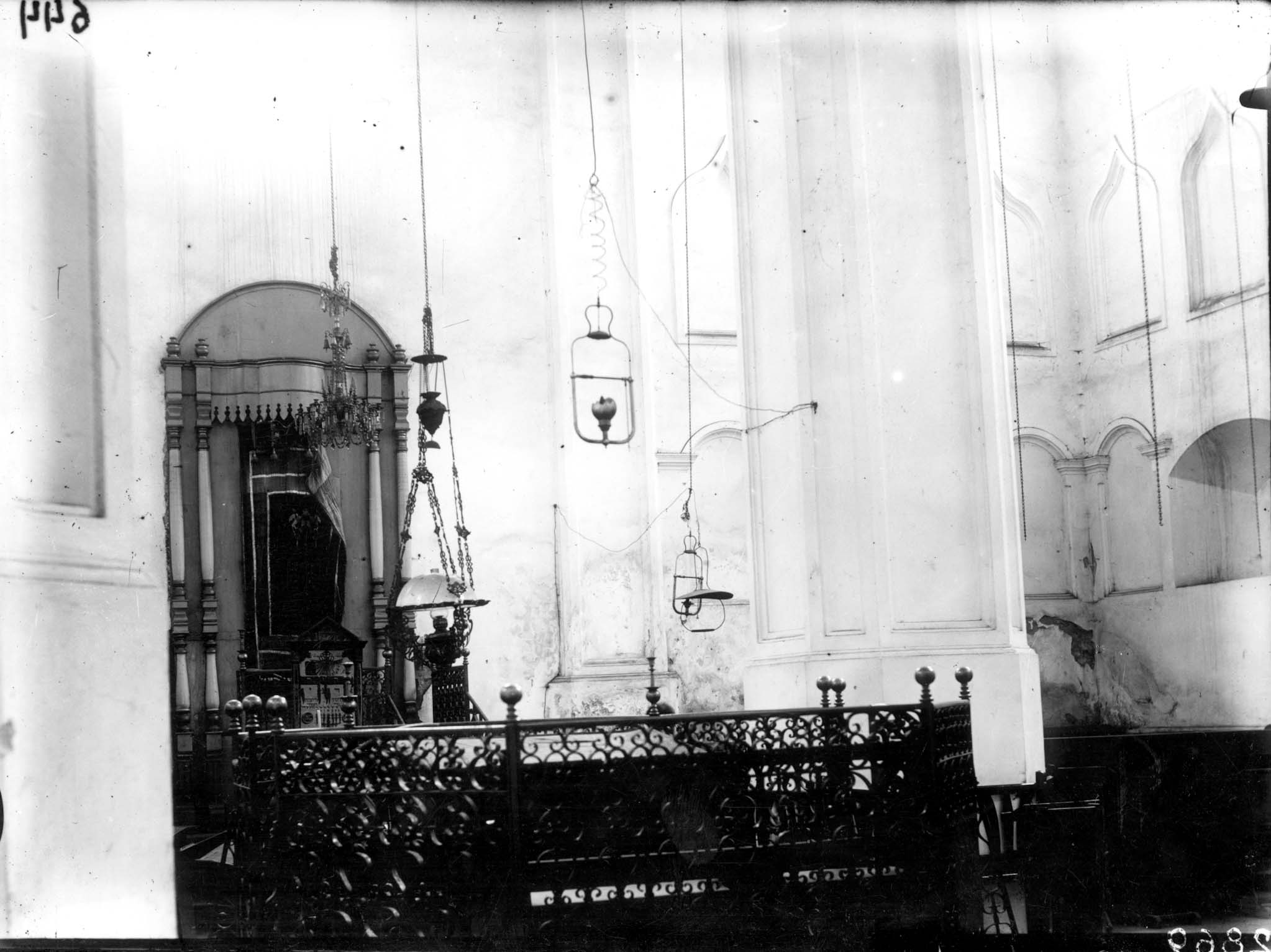
Bima und Toraschrein, 1920er Jahre